# 11425 Wearydunlop
11425 Wearydunlop è un asteroide della fascia principale. Scoperto nel 1999, presenta un'orbita caratterizzata da un semiasse maggiore pari a 2,3700174 UA e da un'eccentricità di 0,2270436, inclinata di 3,24231° rispetto all'eclittica.